# Out for Blood (альбом Sadus)
Out for Blood — пятый студийный альбом американской трэш-метал группы Sadus, вышедший на лейбле Mascot Records 27 февраля 2006 года в Европе и 2 мая 2006 года в США.

## Об альбоме
Запись Out for Blood проходила в американской студии звукозаписи Trident Studios в Пачеко, Калифорния совместно с продюсером Børge Finstad (Mayhem, Borknagar, Vintersorg, Extol) и звукорежиссёром Juan Urteaga. В записи одной из песен, в качестве приглашённого гостя, принял участие фронтмен группы Testament — Чак Билли. На этом альбоме впервые басист группы Стив ДиДжиорджио начинает экспериментировать с вокалом. Песня «Freedom» посвящена покойному лидеру группы Death — Чаку Шульдинеру.
Над обложкой диска работал художник Travis Smith, известный своими работами с Devin Townsend, Amorphis, Opeth, Nevermore.
По мнению обозревателя сайта Blabbermouth Кейта Бергмана: «Это один из тех, редко встречающихся трэш альбомов, в котором помимо „технической мишуры“ присутствует настоящая скрытая „свирепость“».

## Список композиций
| №   | Название                                    | Длительность |
| --- | ------------------------------------------- | ------------ |
| 1.  | «In the Name of...»                         | 6:09         |
| 2.  | «No More»                                   | 4:51         |
| 3.  | «Smackdown»                                 | 4:43         |
| 4.  | «Out for Blood»                             | 4:38         |
| 5.  | «Lost It All»                               | 4:39         |
| 6.  | «Sick»                                      | 3:39         |
| 7.  | «Down»                                      | 3:16         |
| 8.  | «Freedom»                                   | 6:57         |
| 9.  | «Freak»                                     | 2:56         |
| 10. | «Cursed»                                    | 8:10         |
| 11. | «Crazy» (вместе с Чаком Билли из Testament) | 5:42         |

| №  | Название                                    | Длительность |
| -- | ------------------------------------------- | ------------ |
| 1. | «Black March» (кавер-версия Sadus)          | 4:59         |
| 2. | «Invaders» (кавер-версия Iron Maiden)       | 3:22         |
| 3. | «Merciless Death» (кавер-версия Dark Angel) | 4:16         |

## Участники записи
- Darren Travis — гитара, вокал, тексты.
- Steve DiGiorgio — бас, клавишные.
- Jon Allen — ударные.

### Приглашенный музыкант
Чак Билли — гостевой вокал в песне «Crazy»
Технический состав
- Ken Lee — мастеринг
- Travis Smith — оформление обложки
- Patrick Ramseier — фотография
- Juan Urteaga — звукорежиссёр
- Børge Finstad — продюсер